# Gemeindebackhaus (Biberach)

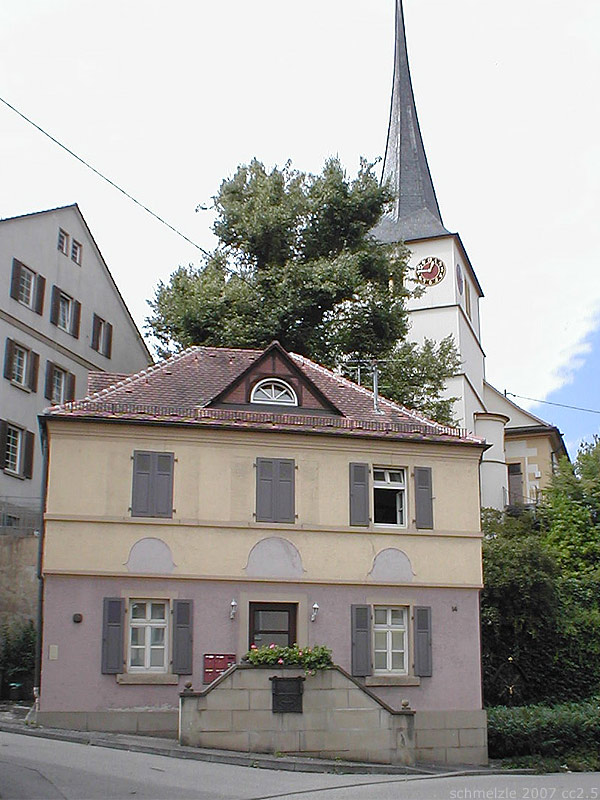
Das Gemeindebackhaus von 1840 vor der Kirche

Das Gemeindebackhaus an der Unterlandstraße 14 im Heilbronner Stadtteil Biberach ist einer der wenigen erhaltenen öffentlichen Profanbauten der Stadt im Stil des Klassizismus. Das Gebäude ist ein Kulturdenkmal.

## Beschreibung
Das Gemeindebackhaus wurde 1840 auf dem Standort der im späten 17. Jahrhundert gebauten Schule im Stil des Klassizismus errichtet. 1923 wurde das Gebäude nach Plänen des Architekten Rist um ein Stockwerk erhöht, wobei die vorhandene klassizistische Architektur des Hauses mit symmetrischer Gliederung der Fassade, horizontalen Gesimsen und Walmdach mit Zwerchgiebel fortgesetzt wurde.